# André Pousse
André Pousse (París, 20 d'octubre de 1919 - Gassin, 8 de setembre de 2005) va ser un ciclista i actor francès.

## Biografia
Fill de pare d'origen català, fou professional del ciclisme entre 1942 i 1950. Es va especialitzar en el ciclisme en pista. Un cop retirat va treballar com a representant de diferents cantants entre ells Joséphine Baker, Eddie Constantine o Édith Piaf amb la qual tindrà una relació durant uns mesos
A partir de 1963 comença una carrera com a actor i participarà en films representant el paper d'home dur i perillós. Apareix en films com Història d'un policia o Un poli.
Va morir quatre dies després de tenir un accident de trànsit.

## Filmografia

### Cine
- 1963: D'où viens-tu Johnny ?, de Noël Howard
- 1966: Ne nous fâchons pas, de Georges Lautner
- 1967: Un idiot à Paris, de Serge Korber
- 1968: Fleur d'oseille, de Georges Lautner
- 1968: Faut pas prendre les enfants du bon dieu pour des canards sauvages, de Michel Audiard
- 1968: Catherine, il suffit d'un amour, de Bernard Borderie
- 1968: Le Pacha, de Georges Lautner
- 1969: Des vacances en or, de Francis Rigaud
- 1969: Une veuve en or, de Michel Audiard
- 1969: El clan de los sicilianos, de Henri Verneuil
- 1970: Tumuc Humac, de Jean-Marie Périer
- 1970: Trop petit, mon ami, de Eddy Matalon
- 1971: Comptes à rebours, de Roger Pigaut
- 1971: Le drapeau noir flotte sur la marmite, de Michel Audiard
- 1972: Elle cause plus, elle flingue, de Michel Audiard
- 1972: Un flic, de Jean-Pierre Melville
- 1973: Quelques messieurs trop tranquilles, de Georges Lautner
- 1973: L'Insolent, de Jean-Claude Roy
- 1973: Profession: Aventuriers, de Claude Mulot
- 1974: OK patron, de Claude Vital
- 1974: Bons baisers à lundi, de Michel Audiard
- 1975: Flic Story, de Jacques Deray
- 1975: Bons Baisers de Hong Kong, de Yvan Chiffre
- 1976: Attention les yeux !, de Gérard Pirès
- 1976: Oublie-moi, Mandoline, de Michel Wyn
- 1976: Chantons sous l'occupation, de André Halimi
- 1977: Drôles de zèbres, de Guy Lux
- 1977: Le Cœur froid, de Henri Helman
- 1977: La Septième Compagnie au clair de lune, de Robert Lamoureux
- 1979: Les Égouts du paradis, de José Giovanni
- 1982: Le Corbillard de Jules, de Serge Pénard
- 1982: Deux heures moins le quart avant Jésus-Christ, de Jean Yanne
- 1999: L'Âme-sœur, de Jean-Marie Bigard
- 1999: Comme un poisson hors de l'eau, de Hervé Hadmar

### Curtmetratges
- 1992: Tout petit déjà, de David Carayon
- 1994: Requiem pour un con damné, de Dominique Bachy
- 1996: Moi j'aime Albert, de Frédéric Chaudier
- 1996: En panne, de Olivier Soler
- 1998: Deux Bananes flambées et l'addition, de Gilles Pujol
- 2004: Le Plein des sens, d'Erick Chabot

### Televisió
- 1967* Max le débonnaire (Sèrie TV)
- 1973: Au théâtre ce soir: Le Million, de Georges Berr i Marcel Guillemaud
- 1977: Madame le juge (Sèrie TV)
- 1978: Le Sacrifice (Telefilm)
- 1978: Sam et Sally, Sèrie TV, de Nicolas Ribowski, episodi Lili
- 1981: Le Mythomane (Sèrie TV)
- 1981: Salut champion (Sèrie TV)
- 1982: Mettez du sel sur la queue de l'oiseau pour l'attraper (Telefilm)
- 1983: Le grand braquet (Telefilm)
- 1986: Le Privé (Sèrie TV)
- 1988-1991: Paparoff (Sèrie TV)
- 1989: Le Retour de Lemmy Caution (Telefilm)
- 1994-1995: Cluedo
- 1995: La Tactique du critique (Telefilm)
- 1995: Dindes au marron (Telefilm)
- 1995: Le Dîner est servi (Telefilm)
- 1997: Opération Bugs Bunny (Telefilm)
- 2000: Les Bœuf-carottes (Sèrie TV, episodi 5: Haute voltige)
- 2002: Qui mange quoi ? (Telefilm)
- 2003: Frank Riva (Sèrie TV)
- 2004: Qui mange quand ? (Telefilm)